# Radomir Putnik
Radomir Putnik (Радомир Путник), född 24 januari 1847 i Kragujevac, död 17 maj 1917 i Nice, var en serbisk general och politiker.
Ursprungligen artilleriofficer, övergick Putnik snart till generalstaben, deltog som stabschef vid Šumadijafördelningen i 1877 års krig mot Osmanska riket och som stabschef vid Donaufördelningen i 1885 års krig mot Bulgarien. År 1889 blev han ställföreträdande chef för generalstaben och 1893 (som överste) chef för Šumadijafördelningen.
Av politiska skäl försattes han av kung Alexander I 1894 i disponibilitet, men sedan kung Peter I 1903 tillträtt regeringen, utnämndes han till general och chef för generalstaben. Under tiden februari 1904 till augusti 1905 och april 1906 till juli 1908 var han krigsminister. Vid utbrottet av kriget mot Osmanska riket 1912 blev han vojevod och generalstabschef. Som sådan var han den verklige ledaren av operationerna såväl under båda Balkankrigen (1912–13) som under första världskrigets första år (1914-15).
Putnik tillkom huvudsakligen förtjänsten av serbiska arméns framgångar 1914, då österrikarna måste utrymma landet. Under 1915 års fälttåg insjuknade han och kunde slutligen ej utöva sin befattning som generalstabschef, men åtföljde kung Peter under flykten in i Albanien och till Korfu, varefter han erhöll avsked. Som chef för generalstaben verkade Putnik energiskt och framgångsrikt för arméns omorganisation och tidsenliga beväpning.